# Waterford (Maine)
Waterford – miasto w Stanach Zjednoczonych, w stanie Maine, w hrabstwie Oxford.